# Łukasz Targosz
Łukasz Jan Targosz (ur. 20 lutego 1977 w Krakowie) – polski kompozytor muzyki filmowej, producent muzyczny i filmowy. Absolwent Wydziału Jazzu i Muzyki Rozrywkowej Akademii Muzycznej im. Karola Szymanowskiego w Katowicach (2002).

## Kariera
Karierę rozpoczął jako muzyk sesyjny. Uznanie zdobył dzięki muzyce napisanej do filmu Świadek koronny. Otrzymał dwie nagrody za muzykę: w 2010 podczas RomaFictionFest za ścieżkę dźwiękową do serialu Naznaczony, oraz podczas Los Angeles Cinema Festival of Hollywood (Winter 2015) za muzykę do filmu Ostatni walc. Radiostacja RMF Classic wraz ze słuchaczami stacji przyznała Łukaszowi Targoszowi MocArty za Muzykę Filmową Roku 2014 napisaną do serialu HBO zatytułowanego Wataha.
Jest autorem ponad 40 ścieżek dźwiękowych skomponowanych do różnych gatunków filmowych – od arthouse'u przez animację, mainstream, kończąc na kinie historycznym (Kamienie na szaniec). W 2011 roku ścieżka dźwiękowa z komedii romantycznej Listy do M. zdobył status złotej płyty a serial Naznaczony otrzymał nominacje podczas festiwalu RoseD’Or, Międzynarodowego Festiwalu Filmów Telewizyjnych w Monte-Carlo oraz RomaFictionFest w kategorii najlepsza muzyka. Animację “The Game”, którą również współprodukował, nagrodzono na międzynarodowych festiwalach, m.in. podczas Boston International Film Festival, Mexico International Film Festival, On Location: Memphis International Film and Music Fest, Canada International Film Festival czy Indie Fest. Ponadto „The Game” była jedyną polską animacją, która miała szansę otrzymać Oscara za 2012 rok.
Współpracował z takimi artystami polskiej sceny muzycznej jak: Renata Przemyk, Grzegorz Turnau, Janusz Radek, Robert Janowski, Doda, czy zespół Afromental. Zaprosił również do współpracy Jennifer Batten, z którą razem zagrali solówki w utworze Michaela Jacksona z filmu Kochaj i tańcz pt. „Dirty Diana“.
Współwłaściciel założonego w 1999 Muzycznego Studia Produkcyjnego SPOT. Był współproducentem filmu Płynące wieżowce (2013).

## Dorobek artystyczny
Kompozytor muzyki do:

### Filmy
- 2021
  - Druga Połowa
  - Lokatorka
  - Small World

- 2020:
  - Wszyscy Moi Przyjaciele Nie Żyją
  - Pętla
  - Listy do M 4
  - Bad Boy
- 2019:
  - Ukryta Gra
  - Mam Na Imię Sara
  - Planeta Singli 3
  - Polityka
  - Kobiety Mafii 2
- 2018:
  - Planeta Singli 2
  - Plagi Breslau
  - Kobiety Mafii
- 2017:
  - Listy do M 3
  - Czuwaj
  - Botoks

- 2016
  - Pitbull. Niebezpieczne kobiety
  - Pitbull. Nowe porządki
  - Planeta singli
- 2015
  - Listy do M. 2
- 2014: 
  - Służby specjalne
  - Kamienie na szaniec
- 2012: Hans Kloss. Stawka większa niż śmierć
- 2011:
  - Listy do M.
  - Los numeros
- 2010: Skrzydlate świnie
- 2009: Kochaj i tańcz
- 2008: Kierowca
- 2007: Świadek koronny
- 2006: Być kwiatem

### Filmy krótkometrażowe
- 2020:
  - Piosenka o Końcu Świata (z cyklu 'W DOMU")

- 2018:
  - Atlas

- 2017
  - Ja i Mój Tata
  - Czerwony Punkt

- 2014: 
  - Mocna kawa wcale nie jest taka zła
  - Ostatni walc
- 2013: Mały palec
- 2011: Mika

### Seriale telewizyjne
- 2020: W głębi lasu
- 2019: 39 i pół tygodnia
- 2018: Nielegalni
- 2018: Kobiety Mafii
- 2018: Botoks
- od 2017: Diagnoza
- od 2016: Druga szansa
- 2015:
  - Służby specjalne
  - Pakt
- 2014: Wataha
- 2012–2014:
  - Lekarze
  - Przyjaciółki
  - Prawo Agaty
- 2011:
  - Układ warszawski
  - Wszyscy kochają Romana
  - Instynkt
- 2010–2011:
  - Usta usta
  - Klub szalonych dziewic
  - Prosto w serce
- 2009: Naznaczony
- 2008–2009:
  - 39 i pół
  - BrzydUla
- 2007: Odwróceni
- 2006–2007: Hela w opałach
- 2005–2009: Niania

### Animacja
- 2014-2015:
  - Mrówka szuka męża
  - Proszę mnie przytulić
  - Basia
  - Latający Miś i spółka
- 2013–2014:
  - Myszy strajkują
  - Bear Me
  - Head's Life
- 2012–2015:
  - Agi Bagi
  - Fenek
- 2011: The Game

### Koproducent
- 2014-2015:
  - Mrówka szuka męża
  - Proszę mnie przytulić
  - Basia
  - Latający Miś i spółka
- 2013: 
  - Płynące wieżowce
  - Mały palec
- 2013–2014:
  - Myszy strajkują
  - Bear Me
  - Head's Life
- 2012–2014:
  - Agi Bagi
  - Fenek
- 2011: The Game